# Birger Broman
Karl Vilhelm Birger Broman, född 3 september 1907 i Stockholm, död där 10 juli 1987, var en svensk medicinare, son till Otto Broman och måg till Algot Bagge.

## Biografi
Broman avlade studentexamen i Stockholm 1925, medicine kandidatexamen 1928 och medicine licentiatexamen 1933. Han var assisterande läkare vid Serafimerlasarettets kirurgiska klinik 1931, vid Örebro lasaretts kirurgiska avdelning 1933, extra ordinarie amanuens vid Karolinska institutets patologisk institut 1932 och 1933, marinläkarstipendiat över stat 1933–1935, extra läkare i Vaxholms fästning 1933–1934, tillförordnad amanuens vid Serafimerlasarettets kirurgiska klinik 1934, assisterande läkare vid Kronprinsessan Lovisas vårdanstalts kirurgiska avdelning 1934–1935, underläkare där 1935–1936, assisterande läkare vid Sankt Görans sjukhus medicinska tuberkulosavdelning 1936, tillförordnad underläkare vid länssanatoriet vid Uttran 1936–1937, extra läkare vid Stockholms epidemisjukhus 1938, assisterande läkare vid Kronprinsessan Lovisas vårdanstalts medicinska avdelning 1938 samt underläkare där 1939–1943. Broman diplomerades från Socialinstitut 1938 och promoverades till medicine doktor 1944. Han blev docent i pediatrik vid Karolinska institutet 1945, laborator vid Statens rättskemiska laboratoriums avdelning för klinisk blodgruppsserologi 1947, var föreståndare och professor där 1957–1972 och konsult 1973–1977 samt konsult vid Karolinska sjukhusets blodcentral från 1977. Broman var ledamot av Allmänna barnhusets direktion 1946–1961, extra föredragande i Medicinalstyrelsen i blodtransfusionsfrågor 1952 och ledamot av Socialstyrelsens vetenskapliga råd 1956–1972. Han publicerade The Blood Factor Rh in Man (gradualavhandling 1944) med flera arbeten av pediatriskt och blodgruppsserologiskt innehåll.